# Accidente del Cessna 402 de la Fuerza Aérea Paraguaya
En Paraguay, el día martes 9 de febrero de 2021 a las 14:29 se reportó la caída de una aeronave Cessna 402B, con Matrícula 0221 del Grupo Aéreo de Transporte Espacial (GATE) de la Fuerza Aérea Paraguaya. El avión, en el cual viajaban 8 personas, se estrelló en el predio de la Base Aérea Ñu Guasu, en la ciudad de Luque, parte de la Gran Asunción. Se reportó la muerte de seis militares y un funcionario público que viajaban a bordo de la aeronave. Un estudiante que resultó en estado delicado, fue el único sobreviviente.

## Tripulación y militares

#### La tripulación estaba compuesta por
- El Coronel Diplomado de Comando de Estado Mayor, Aníbal Antonio Pérez Trigo
- El Teniente 1° y Piloto Aviador Militar, Willian Martín Orué Román

##### Como pasajeros iban
- El Mayor Diplomado de Estado Mayor, Alfredo Darío Céspedes
- El Teniente 1° de Aviación, Marcos Samuel Romero
- El Teniente de Aviación, Manuel Guzmán Sotelo Riveros
- El Suboficial Mayor de Aviación, Pedro Nelson López Morales
- El funcionario público, Críspulo Almada
- El civil José Daniel Zaván, como único sobreviviente.

## Eventos
La avioneta despegó desde la localidad de Fuerte Olimpo, a 761 kilómetros de la capital paraguaya, Asunción. Tenía previsto aterrizar en el aeropuerto Silvio Pettirossi. La tripulación estuvo en contacto con la torre de control por última vez minutos antes de accidentarse, sin reportar algún problema durante el vuelo.
El aparato transportaba a militares que habían trabajado en un relevamiento del perímetro del aeropuerto de Fuerte Olimpo. Esto luego de que la semana pasada casi se produjo un accidente por el ingreso de un animal a la pista.Para los habitantes de la zona de donde el avión partió, es frecuente recurrir a la fuerza aérea para desplazarse a la capital, ya que carecen de comunicaciones y medios de transporte adecuados para moverse. En contraste con esto, el único superviviente había abordado la avioneta como una gentileza de los militares para llegar más rápido a Asunción, donde tenía que presentarse a un examen.
La torre de control aéreo reportó haberse comunicado un minuto antes del accidente con el piloto diciéndole que se acercaba a la pista de aterrizaje (final de básica 02) en el Silvio Pettirossi.
Se especulaba que uno de los motores del Cessna se detuvo al momento de aproximación, lo cual produjo que el avión cayera en picada. En las cámaras de seguridad circundantes al lugar del incidente se aprecia una plantada del motor izquierdo motivo por el cual se ve al aparato realizar un viraje violento hacia la izquierda, precipitándose a tierra, cayendo sobre tres vehículos que estaban aparcados en un estacionamiento de concreto y lindante con el empastado. El impacto fue seguido de una explosión.La aeronave se estrelló en un estacionamiento de la Comandancia de la FAP en la base aérea Ñu Guasu, aledaña al sur del Aeropuerto Internacional Silvio Pettirossi.
Según se reveló en las autopsias preliminares, fue el impacto que acabó instantáneamente con la vida de 7 de las 8 personas a bordo, producto de los traumatismos y hematomas en el choque. Como se mencionó previamente, un estudiante civil fue el único sobreviviente y fue traslado con heridas graves al Hospital del Trauma, en Asunción.

## Investigación
Luego de cuatro meses de examen, los restos del avión siniestrado fueron peritados por expertos de Estados Unidos.Los motores, las hélices, además de componentes y accesorios, fueron llevados a Estados Unidos a la empresa fabricante para realizar la pericia que determinará si existió alguna falla técnica.
Después del informe de la empresa Cessna fabricante de la aeronave se condujo a determinar si existió alguna falla en los motores de la máquina.